# 板付出入口
板付出入口（いたづけでいりぐち）は福岡県福岡市博多区板付付近にある福岡高速道路環状線の出入口である。月隈JCT方面（東行き）へのハーフICとなっている。建設計画段階では、仮称で「諸岡出入口」だった。

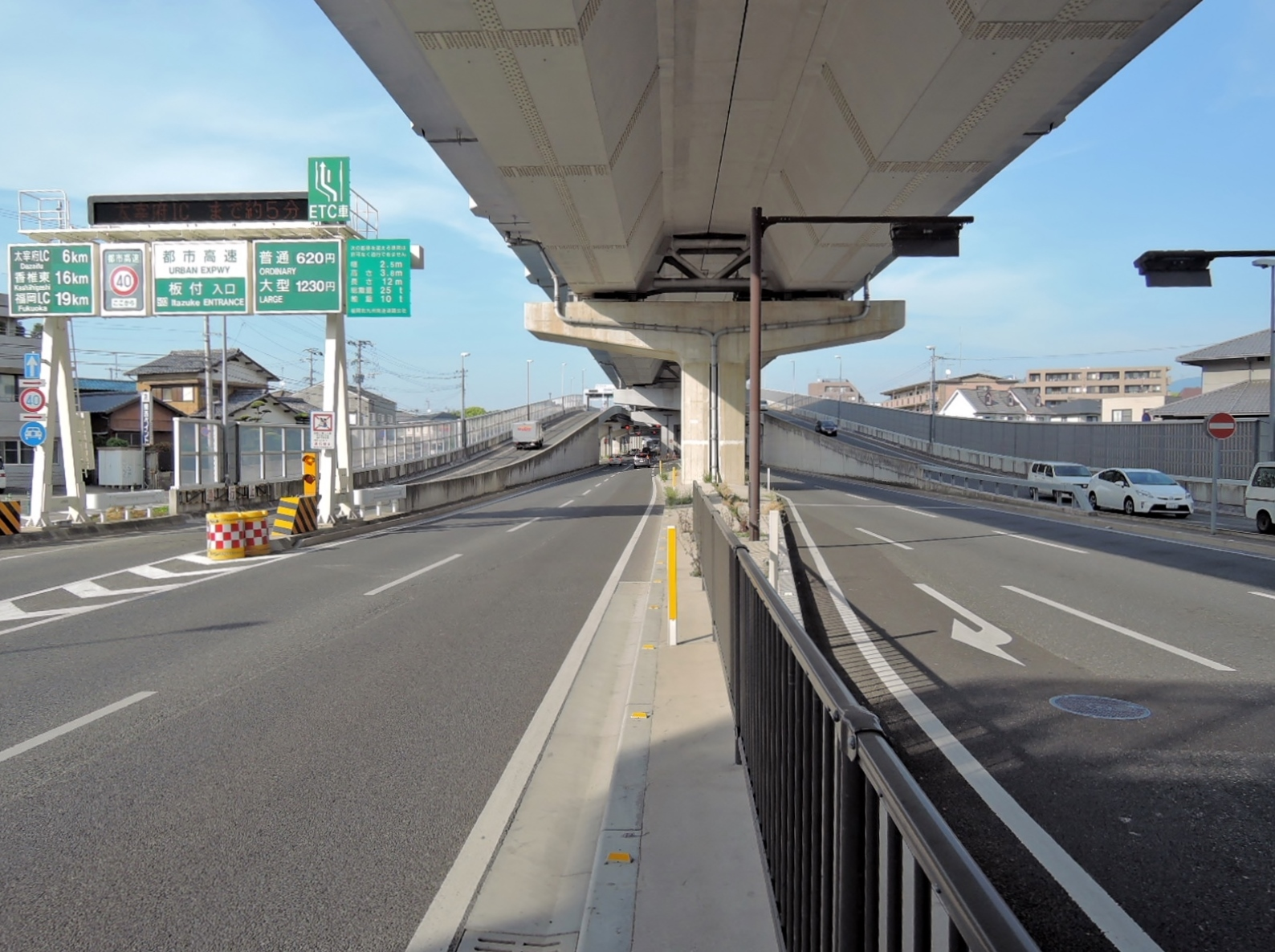
福岡高速道路環状線板付出入口。左側太宰府、空港方面への入口。右側は太宰府方面からの出口。

## 周辺
- 笹原駅
- 雑餉隈駅
- 埋蔵文化財センター
- 九州管区警察学校
- 筑紫通り

## 料金所

### 天神北・香椎・水城方面
- ブース数：2
  - ETC専用：1
  - 一般：1

## 注意点
- 板付出入口は、東行き・月隈JCT方面の入口と月隈JCT方面からの出口である。西行き・福重JCT方面は、東隣にある西月隈出入口を利用する。

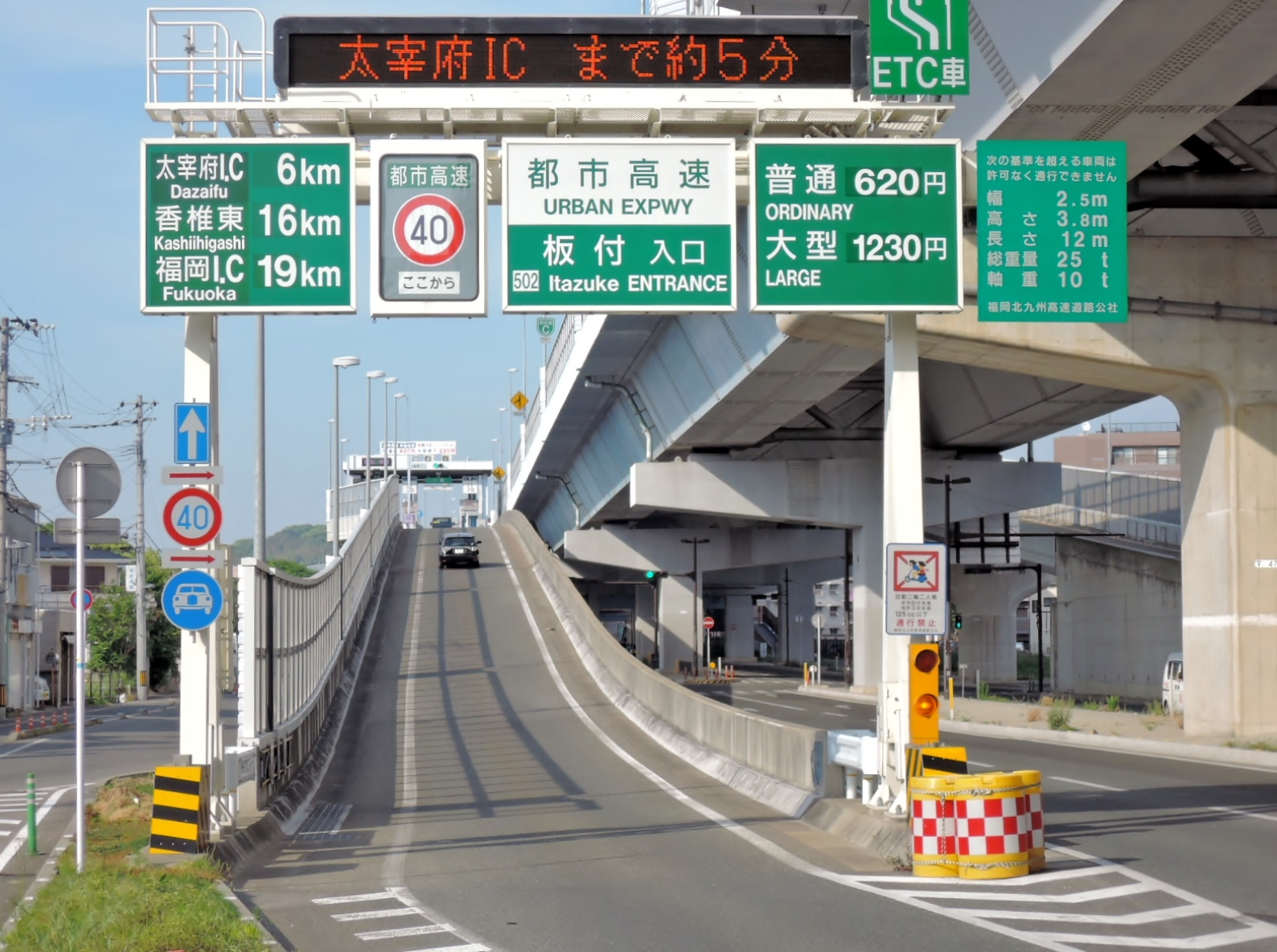
福岡高速道路環状線内回り板付入口。太宰府、空港方面へ

## 隣
福岡高速環状線
(501)西月隈出入口 - (502)板付出入口 - (503,504)野多目出入口